# Слово о погибели Русской земли
«Слово о погибели Русской земли после смерти великого князя Ярослава» (др.-рус. Слово ѡ погибели Рѹскыꙗ земли и по смерти великого кнѧзѧ Ꙗрослава) — памятник древнерусской литературы, датируемый XIII веком, сохранившийся в отрывках и известный из списков XV—XVI веков. Одно из самых значительных произведений в древнерусском жанре слова, который считается предшественником жанра эссе.

## История находки
Рукопись опубликовал в 1892 году Xрисанф Мефодиевич Лопарев в Санкт-Петербурге, однако еще в 1878 году этот источник был известен псковскому археологу К. Г. Евлентьеву. На обороте верхней крышки переплета сборника, содержащего «Слово о погибели Рускыя земли» он сделал 24 мая 1878 г. приписку: «NB Род Пролога. Начинается историею о Данииле пророке (с пробелами для рисунков) — без начала. Это 1-е слово. Всех слов 22 — сент., октябрь, ноябрь и декабрь, март, апрель, май. Последнее, 22-е, слово — О погибели Руския земли, о смерти великого князя Ярослава (и Житие Александра Невского) — только начало и конец, средины нет, вырваны листы. Весьма жаль — замечательное слово. Рукопись XVI века. г. Псков».
Было найдено два списка: псково-печёрский датирован XV в., рижский XVI в.

## Датировка и авторство
«Слово о погибели русской земли» датируется периодом с 1238 года (начало монголо-татарского нашествия) по 1246 год (год смерти Ярослава Всеволодовича (1191—1246 гг.) — князя Владимирского, князя Переяславль-Залесского, князя Переяславского, князя Новгородского, великого князя Киевского; сына Всеволода Большое Гнездо, отца Александра Невского. О князе в тексте упоминается, как о живом.
Поводом к написанию послужило известие из Северо-Восточной Руси о вторжении в неё Батыя и гибели в бою с монголами в битве на реке Сити брата Ярослава — Юрия. Некоторые исследователи считали, что «Слово о погибели Русской земли» первоначально представляло собой предисловие к не дошедшей до нас светской биографии Александра Невского. С этим был категорически не согласен А. В. Соловьёв, ссылавшийся на то, что «Слово о погибели» было задумано и написано еще при жизни Ярослава. «Задачей [поэтического произведения] было воспеть былую славу родины в контрасте со страшным татарским нашествием; в этом произведении должен был играть главную роль великий князь Ярослав Всеволодич, к которому автор был близок», — уверен учёный.
Есть предположение, что описание в «Слове» величия и могущества Русской земли предшествовало не сохранившемуся рассказу о нашествии Батыя. Такой характер вступления к тексту, который должен был повествовать о горестях и бедах страны, не случаен. Эта особенность «Слова о погибели Русской земли» находит себе типологическое соответствие с произведениями древней и средневековой литературы.

### Мнения учёных
Профессор М. Н. Тихомиров, говоря о том, что автор «Слова» точно раскрывает перед читателями карту Русской земли в первой половине XIII в., приходит к выводу, что «географические термины автора и его политические намеки ведут нас… ко второму-третьему десятилетиям XIII в.», так что «Слово» было создано после битвы на Калке и что Новгород и был тем «отселе», откуда смотрел на Русскую землю его автор. Написано оно «ещё до Батыевой рати, при княжении в Новгороде Ярослава Всеволодича, „нынешнего Ярослава“, может быть, около 1225 года». Это мнение было уже высказано в 1929 г. А. И. Соболевским.
Профессор Н. К. Гудзий считает, что «Слово» написано не в Новгороде, а скорее всего, в Переяславле, до битвы на Сити 4 марта 1238 г., так как в нем Юрий, а не Ярослав назван князем владимирским.
Оппонируя версии о написании «Слова» в Новгороде, А. В. Соловьёв отмечает, что автор очень точен в обозначении юго-западной границы Руси с уграми, чехами, ляхами, ятвязью и литвой. Однако при приближении к Новгороду и Пскову его точность исчезает. Повесть временных лет знает в этих пределах соседей и данников Руси: корсь, норову, либь, зимеголу, чудь, весь, ямь. Певец «Слова» не называет ни одного из этих племен, хотя они должны были быть известны в Новгороде, он говорит лишь «до немец» и от немцев делает скачок через Финский залив «до корел». Между тем новгородские летописи постоянно упоминают чудь (эстов) как своих соседей, к тому же чудь подчинялась в это время не немцам, а датчанам, которых певец «Слова» тоже забыл.
А. В. Соловьёв также обращает внимание на последние слова отрывка: «от великого Ярослава и до Володимера (Мономаха) и до нынешняго Ярослава и до брата его Юрья князя Володимерьскаго». Нынешний — это здравствующий, главный герой песни. Поэтому певец «Слова о погибели» намеревался воспеть, на фоне прошлого величия Русской земли, ее нынешнего великого князя Ярослава. «То, что его старший брат Юрий Всеволодич скромно назван „князем володимерским“, не назван „нынешним“ и поставлен после своего младшего брата Ярослава, дает возможность заключить, что „Слово“ написано после битвы на Сити 4 марта 1238 г. После этой катастрофы, среди страшной „погибели Руской земли“ Ярослав остался в живых, остался законным наследником перечисленных великих князей, устроителем разоренной родины. Его хочет воспеть певец, а о его брате Юрье упоминает лишь, поскольку он желал коснуться битвы на Сити и трагической гибели этого князя и всего его войска», — делает вывод учёный.

## Сюжет
«Слово» — обстоятельное оглядывание Руси — объекта гордости и горестных тревог, скорее размышление, чем описание красот и дел человеческих: «О светло светлая и прекрасно украшенная, земля Русская! Многими красотами прославлена ты… Всем ты преисполнена, земля Русская, о православная вера христианская!» В тексте звучит горестное сострадание по поводу княжеских междусобиц: «И в те дни, — от великого Ярослава, и до Владимира, и до нынешнего Ярослава, и до брата его Юрия, князя владимирского, — обрушилась беда на христиан…»
«Слово о погибели» отличается особой ролью пейзажа: природа в тексте не только участник событий и выражение божественной мудрости Творца, но объект размышлений о мироустройстве. Описание природы стало лейтмотивом текста. А. В. Соловьёв отмечал «портретный характер» природы, создающий «иллюзионистический стиль». Все перечисленные автором красоты и ценности слагаются в одно понятие Родины. В него входят и родной пейзаж, и родные селения, и родные люди, и князья и бояре, и гордое национальное имя, и, наконец, сознание своего избранничества среди других народов.
После величественного вступления автор описывает свою землю от «киевских гор» «до ляхов, до чахов», дикой ятвязи за Наревом и Неманом, известной со времени старого Владимира, и к родственной ей литве, от нее к немцам, укрепившимся с конца XII в. на Балтийском побережье, затем к кореле к северу от Невы и доходит до Устюга, где жили тоймичи — финское племя, известное уже в уставе 1137 г. как данники Великого Новгорода и жившее в Устюжском уезде, затем до «дышючего моря» (Белое море).
«От моря поэт спускается на юг — до болгар, владевших в это время областью Камы и даже взявших Устюг в 1219 г., от болгар до буртас, до черемис и мордвы (с этими народами воевали Всеволод III и его сыновья). Все это было волею божиею покорено „крестьянскому языку“, то есть русскому народу, все эти „поганские“ страны. Это горделивое противопоставление избранного культурного народа окружающим его кольцом иноверным, по большей части языческим народам типично для средневековья и показывает, как национальное сознание обостряется на почве религиозных различий», — пишет А. В. Соловьёв.
С этим перечислением соседей и данников связан третий отдел «Слова» — исторический: «поганские» народы покорились великому князю Всеволоду, властному главе Мономахова племени (1176—1212), отцу его Юрью князю Киевскому (Юрию Долгорукому), и деду его Владимиру Мономаху. Эти три поколения достаточно легитимизируют власть суздальских Мономашичей (в том числе и Ярослава Всеволодовича) и выражают неумирающую идею единства распадающейся Руси.
С именем Мономаха связан целый ряд красочных образов: его именем половцы страшили своих детей в колыбели; при Мономахе литва не смела «выникнуть» на свет из болот — теперь она осмелела и нападает на Полоцк, Торопец и Ржев.
В завершение автор приводит легенду о том, что сам царь Мануил опасался Мономаха и посылал ему великие дары, чтобы великий Володимер не взял у него Царьград. «Об этой фразе в „Слове“ писали больше всего, начиная с византиниста X. М. Лопарева. Ясно, что это начало легенды о Мономаховом венце: сам базилевс послал великому князю богатые дары, среди них могла быть и корона», — отмечает А. В. Соловьёв.
Доля правды тут есть, при этом автор путает имена Комнинов: вместо современников Владимира Мономаха Алексея (1056/57 —1118) и Иоанна (1118—1143), оно называет более известного на Руси Мануила (1143—1180), оставшегося в древнерусском эпосе как царь Этмануйл. Это означает, что певец «Слова» базируется не на письменных, а устных источниках, богатом запасе дружинных песен, воспевавших подвиги и величие славного князя Владимира. А их было множество: о Мономахе и половцах, о Мономахе и греческом царе и т. д. Их следы сохранились в былинах о Владимире Красное Солнышко и его богатырях.

## Близость к «Слову о полку Игореве»
«Слово о погибели Русской земли» многие исследователи считают близким к ряду фрагментов «Слова о полку Игореве».
А. В. Соловьёв напоминает слова Д. С. Лихачёва: «ощущение родины как грандиозного живого существа, как совокупности всей родной истории, культуры и природы» с особой силой сказалось уже в «Слове о полку Игореве» и «этот широкий образ Русской земли пронизывает русскую литературу на всем протяжении ее развития».
«Как и „Слово о полку Игореве“, наше „Слово“ хотело вспомнить „давных времен усобицы“, бывшие „болезнью“ для христиан, чтобы подвести к трагической катастрофе, к нашествию татар, ставшему „погибелью“ для Русской земли», — указывает А. В. Соловьёв.

## Место в средневековой литературе
А. В. Соловьёв считал, что «Слово о погибели» чрезвычайно ценно как яркое проявление национального сознания, наряду со «Словом о полку Игореве». В этом отношении оно занимает выдающееся место в современной ему средневековой поэзии.
Он сравнил «Слово о погибели» и «Слово о полку Игореве» с песней о Сиде, созданной в середине XII в. В последней трудно найти ясную патриотическую идею. Длинная поэма (3370 стихов) посвящена прославлению личности, героизм которой довольно двусмысленный: он непослушен своему королю, изгнан им из Кастильского королевства, он является «бандитом» в правовом смысле этого слова. Собрав 60 таких же изгнанников, Сид воюет на свой страх и риск.
В германской литературе XII—XIII вв., богатой песнями миннезингеров, воспевается прежде всего «прекрасная дама», а политические произведения касаются прежде всего императора, его борьбы против папы, иногда отдельных герцогов, отмечает А. В. Соловьёв. Единственным произведением, описывающим величие Германии и ее географические границы, является небольшое стихотворение Вальтера фон дер Фогельвейде, которое некоторые издатели XIX в. печатали под заглавием «Германия выше всего» (Deutschland über alles), которого вовсе не было в подлиннике. Написанное в 1220—1230-х годах, оно совпадает по времени со «Словом о погибели». Однако сильно отличается от него содержанием и поэтической окраской. Оно опять-таки посвящено немецким женщинам, превозносит немецкое воспитание и высказывает чувство любви к «нашей земле». Но страна у Вальтера лишь фон, а границы её весьма скромны: от Эльбы до Рейна.
Великий Данте в «Божественной комедии» (ок. 1300 года) высказывает любовь к Италии как к единому целому, и только у Петрарки мы читаем «4-ю Канцону» (1360), обращенную «к вельможам Италии, чтобы побудить их освободить ее от тяжкого рабства», которая по силе поэтического чувства приближается к нашему «Слову о погибели». «Привет, дорогая богу, святейшая земля», — обращается Петрарка, и это можно сравнить с обращением автора «Слова» к Руси.

## Жанровое своеобразие
В древнерусской литературе жанр слова занимает особое место, сближающее его с позднейшим западноевропейским жанром эссе, считает доктор филологических наук Л. Г. Кайда. Внешняя близость — «в манере древних русских авторов размышлять над проблемами философии, религии, бытия. Близость внутренняя — в композиционно-речевой модели спонтанного развития мысли». «Древний мир проявляется для нас через личность автора, патриотическая причастность к судьбе русской земли — через его философские помыслы. Все это близко к отношениям „читатель — автор“ в эссеистической литературе», — считает исследователь.